# Brain Damage (magazyn)
Brain Damage (magazyn) – pierwszy drukowany w kolorze magazyn poświęcony tematyce graffiti, aerosol culture w Polsce.

## Historia
Pierwszy tytuł roboczy nieistniejącego jeszcze magazynu nosił nazwę „CANART” – ale wówczas (1995) była to tylko idea. Musiały minąć dwa lata, w ciągu których założyciele magazynu – pionierzy graffiti w Polsce – Igor „Ash1” Dzierżanowski i Piotr „SirOne” Gierałtowski nauczyli się jak zrealizować swoją wizję technicznie i pokonali merytoryczne trudy zbierania pierwszych materiałów (Internet był wtedy jeszcze w zalążku). Magazyn przyjął oficjalną nazwę „Brain Damage” co w tłumaczeniu na polski znaczy dosłownie – „uszkodzenie mózgu”, a w wersji redakcyjnej miało symbolizować pasję tak silną, że zbliżającą się do szaleństwa.
Pierwszy numer ukazał się we wrześniu 1997 roku, miał 20 stron (12 czarno-białych, 8 stron kolorowych) w nakładzie 300 egzemplarzy. Od drugiego numeru (rok 2000) pismo przyjęło formę dwujęzyczną (polski, angielski) i było rozprowadzane w Polsce, Niemczech, Stanach Zjednoczonych i innych krajach – głównie w Europie. W sumie wydano 13 numerów, a ostatni ukazał się w styczniu 2006 roku. Magazyn osiągnął objętość 100 stron i nakład 10000 egzemplarzy już w 5 numerze i utrzymał się na tym poziomie.
13 numer Brain Damage był ostatnim wydanym w pełnym składzie redakcyjnym, po którym ekipa ze względów formalnych i osobistych oficjalnie zawiesiła działalność.

## Struktura
Od 4 numeru magazyn zaczął ewoluować w kierunku stałej formy wydawniczej, a głównymi założeniami redakcji były trzy filary: niepowtarzalność i ekskluzywność zamieszczanych materiałów, edukacyjna wartość artykułów oraz wierność wartościom. Autorzy tekstów, felietonów oraz sama redakcja z dużym wyczuciem balansowała na granicy „misyjności” nie popadając przy tym w przesadny patos czy trywialność. W każdym numerze pojawiały się eksperymenty graficzne i merytoryczne oraz świeże pomysły rozszerzające i wzbogacające formułę pisma. Dzięki współpracy z autorami tekstów i artystami z całego świata powstało unikalne czasopismo, docenione i szanowane przez światową scenę sztuki niezależnej.
Od 5 numeru, każde wydanie miało temat przewodni, którego różne aspekty ukazane przez dobrane starannie artykuły budowały wielowymiarowy obraz poruszanego problemu.
Nazwy kodowe kolejnych numerów: #5 – 5 Elements; #6 – Life; #7 – bez tematu przewodniego #8 – Connections; #9 – Freedom; #10 – Graffiti goes east; #11 – Berlin Impressions; #12 – Getting Up; #13 – Evolution.
Działy pojawiające się częściej niż raz:
Edytoriał
News
Felieton
Wywiad z artystą
„Before you bomb…” – porady prawne
Style Workshop
Galeria Ścian
Galeria Pociągów
Galeria Street Artu
Galeria Bombingu

## Misja
Celem stworzenia Brain Damage było dostarczanie rzetelnych, niedostępnych w inny sposób informacji młodym ludziom zainteresowanym graffiti i twórczością uliczną, promowanie wartości uniwersalnych (których w obecnym świecie trochę brak), oraz rozwijanie kreatywnego i niezależnego myślenia.
Horyzonty magazynu nie zamykały się tylko na graffiti, tematyka dotyczyła obszarów sztuki niezależnej, alternatywnej i współczesnej, a twórczość była raczej pretekstem do rozważań nad naturą ludzką oraz ogólnych. Pismo odznaczało się niekomercyjnym charakterem wynikającym z czystej pasji jego założycieli oraz niechęci do kompromisów i obniżania poziomu „na życzenie” rynku.
Magazyn inspirował do interakcji na poziomie wydawca – czytelnik: młodzi artyści nadsyłało redakcji wszelkie materiały dotyczące graffiti (często autorskiego pochodzenia), co przyczyniało się do kolektywnego, prospołecznego charakteru działania magazynu, charakterystycznego dla kultury graffiti na całym świecie.
W ciągu 6 lat wydawania wykrystalizowały się zasady, według których magazyn był realizowany. Po pierwsze miał przekazywać światu, jaki jest stan niezależnej sceny polskiej, i pokazywać polskim twórcom, co dzieje się na świecie. Wskazywał ciekawe postaci, przybliżał sylwetki artystów, jakich nie dało się zobaczyć nigdzie indziej. Redakcja odchodziła od standardowych wzorów, uciekała od rutyny. Stąd pojawił się pomysł by odróżnić się od szablonowych magazynów graffiti i zacząć zaskakiwać czytelników. Redaktorzy szukali tematów związanych z kulturą aerozolu i street artem i drążyli je, a następnie esencję przelewali na papier i udostępniali czytelnikom. Poszerzanie horyzontów pozwoliło w atrakcyjnej formie edukować młodszych lub mniej wyrobionych czytelników. Pismo pokazywało najlepsze w swoim nurcie prace, wskazywało nowe trendy oraz kształtowało postawy.